# Mitchellania virga
Mitchellania virga är en urinsektsart som först beskrevs av Christiansen och Bellinger 1980.  Mitchellania virga ingår i släktet Mitchellania och familjen Hypogastruridae. Inga underarter finns listade i Catalogue of Life.